# Ако имаш с ким и где
Ако имаш с ким и где је четврти и последњи студијски албум српске музичке групе Block Out. Албум је објављен 25. априла 2004. године за издавачку кућу Multimedia Records, а био је доступан на компакт-диску.

## О албуму
Албум је сниман од маја до децембра 2003. године у београдском студију Akademija Free Zone, уз Марка Јовановића у улози тонца. Ово је било прво издање групе Block Out које је продуцирао Никола Врањковић. Копродуцент албума био је Дарко Марковић, који је заједно са Врањковићем и Сашом Јанковићем одрадио и миксовање. Бојан Дробац, Бранко Маћић и Иван Брусић били су задужени за мастеровање. Омот је дизајнирао Милутин Јованчић.
Групу је током снимања албума напустио клавијатуриста Драгољуб Марковић, а његове дужности преузео је нови члан Дејан Хасечић, који се прихватио и свирања гитаре. Радни назив албума био је Нема више лаких противника.
Наслов и један стих песме Тата Брада односе се на српског адвоката, новинара и предузетника Миодрага Микија Вујовића, који је био власник ТВ Палма. Вујовић је био познат под надимком Тата Брада, а остао је упамћен и по телевизијским монолозима, током којих је обично вртео хемијску оловку.
Снимљени су спотови за четири песме: Тата Брада, Ако имаш с ким и где, Мајдан и Невремена. Сва четири спота уврштена су на ДВД издање Block Out, објављено 2007. године.
Чланови редакције веб-магазина Попбокс изабрали су овај албум за пети најбољи домаћи из 2004. године. Сместили су га и на 37. позицију топ-листе најбољих домаћих албума из периода од 2000. до 2010. године.

## Списак песама
Аутор текстова и музике за све песме је Никола Врањковић.
| №               | Назив                      | Трајање |  |
| 1.              | Невремена                  | 5:08    |  |
| 2.              | Из три воде                | 6:01    |  |
| 3.              | Тата Брада                 | 8:57    |  |
| 4.              | Мајдан                     | 6:31    |  |
| 5.              | Бедем                      | 8:41    |  |
| 6.              | Тежак случај пакла         | 7:10    |  |
| 7.              | Андреј                     | 4:14    |  |
| 8.              | Нема више лаких противника | 4:31    |  |
| 9.              | Бунар жеља не постоји      | 5:28    |  |
| 10.             | Дан који никад није дошао  | 3:10    |  |
| 11.             | Ако имаш с ким и где...    | 5:32    |  |
| 12.             | Техно...логија             | 8:36    |  |
| Укупно трајање: | Укупно трајање:            | 73:59   |  |

- [2][3][13]

## Музичари
| - : - Милутин Јованчић — вокал - Никола Врањковић — гитара, вокал - Александар Балаћ — бас-гитара, вокал - Дејан Хасечић — гитара, синтесајзер - Миљко Радоњић — бубњеви | - Гости: - Немања Поповић — пратећи вокали - Дарко Марковић — гитара (6) - Ана Ђокић — синтесајзер (5, 8) - Дејан Грујић — гитара (9) - Душан Живановић — удараљке |

## Остале заслуге
- Никола Врањковић — продуцент, миксовање
- Дарко Марковић — копродуцент, миксовање
- Марко Јовановић — тонски сниматељ
- Саша Јанковић — миксовање
- Бојан Дробац — мастеровање
- Бранко Маћић — мастеровање
- Иван Брусић — мастеровање
- Милутин Јованчић — дизајн омота[2][3]

## Рецензије
| Медиј           | Аутор рецензије    | Изв.   |
| --------------- | ------------------ | ------ |
| Радио Београд 2 | Катарина Лазаревић | [ 14 ] |
| Блиц            | Александар Жикић   | [ 15 ] |
|                 | Петар Михајловић   | [ 16 ] |